# Dactylolabis satanas
Dactylolabis satanas là một loài ruồi trong họ Limoniidae. Chúng phân bố ở miền Cổ bắc.